# 이정선 (가수)
이정선(李正善, 1950년 10월 30일(음력 9월 20일) ~ )은 대한민국의 가수, 연주자, 작사가, 작곡가, 편곡가이자 대학 교수이다.

## 생애
이정선은 대구시에서 태어났으며 1969년 서울 미대 재학중에 육군본부 군악대에 입대하였다. 군에서 제대한 다음해인 1973년 2월에 명동 YWCA 대강당에서 '이정선 노래발표회'를 열어 공식적인 데뷔무대를 가졌다.
이후 1974년에 '이정선-이리저리'라는 데뷔 앨범을 발표하였으나, 한국 최초로 모든 곡을 작사, 작곡, 편곡, 노래, 연주까지 하여 1974년에 발표한 앨범 '이정선(섬소년)'을 공식적인 1집 앨범으로 인정하고 있다. 1975년에 이정선, 이주호, 한영애, 김영미의 4인조 포크 그룹 '해바라기'를 결성하여 활동을 시작하였고, 군입대로 빠진 이주호 대신에 이광조를 영입하여 1979년까지 활동하였다. 1986년에 외국에서 잠시 귀국한 김영미를 포함해서 해바라기 멤버들은 '해바라기 3집'앨범을 발표하였다.
1979년에 이광조, 엄인호와 함께 3인조 포크록 그룹 '이정선과 풍선'을 결성하여 1년간 활동하였고, 1986년~1997년 엄인호와 함께 블루스 록 밴드 신촌 블루스를 결성, 활동을 하면서 한영애, 김현식, 김동환, 정서용, 정경화, 이은미, 강허달림 등의 멤버가 밴드의 싱어로 참여하였다.
1994년에 빛과소금, 사람과 나무 등과 함께 어쿠스틱 사운드의 'Evergreen Band'를 결성하여 MBC-TV '음악이 있는 곳에'의 반주팀으로 활동하면서 공연활동도 하였고, MBC-TV의 퓨전국악 프로그램 '샘이 깊은 물(1994-1996년)'에 3년간 편곡 및 연주자로 참여하였다. 한편, 다양한 그룹활동을 하면서 솔로 가수 활동도 병행하여 온 이정선은 2003년부터는 '이정선밴드'와 함께 공연 위주의 활동을 하고 있다.
한편으로, 1975년 '영주와 은주' 앨범의 작, 편곡을 시작으로, 많은 가요 앨범에 기타연주자와 음악편곡자로 참여하며 어쿠스틱 기타의 느낌을 잘 표현하는 편곡자로 알려지기 시작하였다. 특히 1977년 MBC 대학가요제가 시작되면서 연이어 강변가요제, 해변가요제 등의 입상곡을 모은 앨범출반이 뒤따랐고 이후 10여년 동안 대부분의 앨범 녹음에 이정선은 편곡, 연주자로 참여하였다.
한편, 1985년 '이정선 기타교실'1권을 시작으로 지금까지 30여권의 기타교본을 집필하여 기타음악 보급에 앞장 서 왔다. 1980년 동아일보 문화센터 강사로 시작하여, 서울예술전문대학 실용음악과에 출강(1989~2004)하였고, 1998년부터 2016년까지 동덕여자대학교 실용음악학과 교수로 재직하였고, 2006년부터 2008년까지 동 대학 공연예술대학 학장을 역임하였다.

## 소속
- 동덕여자대학교 실용음악학과 명예교수
- 서울종합예술실용학교 석좌교수
- 前 서울예술대학 전임강사
- 前 동덕여자대학교 공연예술대학 학장

## 학력
- 서울대학교 미술대학 조소과 학사
- 한양대학교 교육대학원 교육학 석사
- 성균관대학교 대학원 교육학과 교육학 박사

## 앨범

### 독집
- 1974년 이정선 - 이리저리
- 1974년 이정선 1집 섬소년
- 1976년 이정선 2집
- 1977년 이정선 3집 곡마단의 하루
- 1979년 이정선 4집 봄, 여름
- 1980년 이정선 5집
- 1981년 이정선 6집
- 1981년 이정선 6 1/2집
- 1985년 30대 우연히
- 1988년 Ballad
- 1990년 雨
- 1994년 Unplugged
- 2003년 Handmade

### 해바라기
- 1977년 ~ 1986년 해바라기 앨범 3장

### 신촌블루스
- 1988년 신촌블루스 1집
- 1989년 신촌블루스 2집

### 기타
- 1979년 이정선과 풍선

## 상훈
- 2008년 한국음악상 본상
- 2004년 제1회 한국대중음악 공로상
- 한국연주자협회 정회원
- 한국음악협회 이사
- 2016년 제7회 대한민국 대중문화예술상 대통령 표창